# Johnson Outboards
Pour les articles homonymes, voir Johnson.
Johnson est une marque de moteurs marin hors-bord d'origine américaine, créée d'abord sous le nom Johnson Brothers Motor Company à Terre Haute dans l'Indiana.
Celle-ci sera rachetée en 1935 par Outboard Marine Corporation (OMC) également propriétaire de la marque Evinrude. Outboard Marine Corporation (OMC) sera déclarée en faillite en décembre 2000.
Elle appartient depuis février 2001 au groupe canadien Bombardier Produits récréatifs (BRP ou Bombardier Recreational Products en anglais). La mécanique de ses moteurs est similaire à celle des moteurs Evinrude, en effet, cette dernière appartient aussi au groupe BRP. À partir de mai 2001, ses moteurs sont fabriqués à Sturtevant, Wisconsin aux États-Unis.
Depuis 2007, Bombardier Produits récréatifs ne vend plus de moteurs sous la marque Johnson, pour se concentrer sur la marque Evinrude. Bombardier Produits récréatifs continue toutefois d'assurer le support de modèles Johnson produits jusqu'en 2007.